# Pseudogaltonia
Pseudogaltonia là một chi thực vật có hoa trong họ Asparagaceae.

## Danh sách loài
- Pseudogaltonia clavata (Baker ex Mast.) E.Phillips
- Pseudogaltonia pechuelii (Kuntze) Engl.
- Pseudogaltonia subspicata Baker